# Ernst August Schneider
Ernst August Schneider (* 2. Oktober 1902 in Körchow; † 7. Jänner 1976 in Wien) war ein deutscher Musikjournalist, Dramaturg, Regisseur und Theaterdirektor.

## Karriere
Schneider studierte an der Hamburger Universität Germanistik, Theaterwissenschaft und Musikwissenschaft. Von 1923 bis 1938 wirkte er im Rheinland als Musikjournalist. 1938 wurde er Chefdramaturg und Regisseur in Essen, 1940 in Köln. 1941 wechselte er an die Wiener Staatsoper als Dramaturg und Leiter des künstlerischen Betriebsbüros und fungierte 1941 bis 1943 auch als deren provisorischer Direktor.